# Ropner Shipping Company
Die Ropner Shipping Company Ltd. war eine britische Reederei, die von 1874 bis 2006 bestand. Sie war zeitweise die größte Reederei in West Hartlepool und eine der größten Trampreedereien in Großbritannien.

## Geschichte
Der Gründer des Unternehmens, Sir Robert Ropner, wurde 1838 in Magdeburg als Emil Hugo Oscar Röpner geboren und wanderte im Alter von 19 Jahren über Hamburg nach Großbritannien aus. Er ließ sich in West Hartlepool nieder und begann als Büroangestellter zu arbeiten. 1866 wurde Ropner Partner beim Schifffahrts- und Kohlenexportunternehmen T. Appleby & Company, das daraufhin aunter Appleby, Ropner & Company firmierte.
Im Jahr 1874 wurde die Partnerschaft mit Appleby aufgelöst und Ropner machte sich selbständig. Nachdem zunächst kleine Küstenfahrzeuge betrieben wurden, wandte sich Ropner zügig größeren Einheiten in der weltweiten Fahrt zu und hatte seine Flotte bis 1884 auf 19 Schiffe ausgebaut. 1887 übernahm Ropner die Werft von Matthew Pearse in Stockton-on-Tees und baute sie zum erfolgreichen Schiffbauunternehmen Ropner Shipbuilding aus.
Bis zum Jahr 1911 war die Flotte auf 41 Trampdampfer im Eigentum von R. Ropner & Company sowie neun Einheiten der Tochtergesellschaft Pool Shipping Company Ltd. – der größten Trampflotte ihrer Zeit – angewachsen. Die Namen der Ropner-Schiffe endeten auf die Silbe „by“, die der Pool-Schiffe auf die Endung „pool“.
Die Ropner-Flotte verlor im Ersten Weltkrieg ganze 29 Einheiten, erwarb sich aufgrund der der Versenkung eines und der Beschädigung eines weiteren deutschen U-Boots durch Rammen den Beinamen Ropner’s Navy.
Robert Ropner starb 1924 und die Werft in Stockton-on-Tees wurde geschlossen. Mit verkleinerter Flotte überlebte die Reederei die Weltwirtschaftskrise und begann in den 1930er Jahren, die Flotte wieder aufzustocken. 1936 übernahm Ropner mit der Moorby das erste Motorschiff.
Während des Zweiten Weltkriegs bereederte Ropner 48 eigene Schiffe und weitere 52 Einheiten für das Ministry of War Transport. Bis zum Kriegsende 1945 gingen 33 Schiffe durch Feindeinwirkung verloren.
Ab 1948 wurden Ropner Shipping Co. Ltd. und Pool Shipping Co. Ltd. unter dem Dach der Ropner Holdings Ltd. zusammengefasst. Im Jahr 1997 übernahm die Jacobs Holdings plc. Ropner, siedelte 2000 nach Dartford um und führte sie ab 2005 als Teil der Bidcorp Shipping Division als Dartline Ltd. fort. 2006 wurde Dartline von Cobelfret übernommen und dort eingegliedert.